# Фортна, Рози
Рози Памела Фортна (до замужества — Анелло; итал. Rosie Pamela Fortna (Anello); род. 18 декабря 1946, Филадельфия, Калабрия) — американская горнолыжница. Участница зимних Олимпийских игр 1968 года.

## Биография
Рози Фортна родилась 18 декабря 1946 года в итальянской коммуне Филадельфия.
Занималась лыжным спортом в Вермонте. Впоследствии выступала в соревнованиях по горнолыжному спорту за «Маммот Маунтин» из Маммот-Лейкс.
В 1966—1971 годах участвовала в Кубках мира. Восемь раз входила в десятку лучших в слаломе по итогам отдельных этапов. Лучший итоговый результат показала в сезоне-1967/68, заняв 20-е место.
В 1968 году вошла в состав сборной США на летних Олимпийских играх в Гренобле. В слаломе была дисквалифицирована в первом заезде.
В 1970 году завоевала три медали зимней Универсиады в Рованиеми в слаломе, гигантском слаломе и комбинации.
По окончании выступлений жила в Дейтоне-Бич, работала брокером по недвижимости, руководителем в корпорации Kona, владела рестораном. Вместе с горнолыжницей Сюзи Чаффи основала фонд Native Voices Foundation, который помогает спортсменам-индейцам.